# Ogniwo słoneczne uczulane barwnikiem

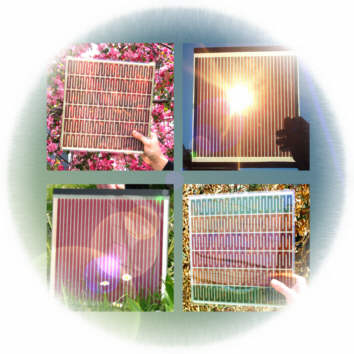
Cienkowarstwowe ogniwa fotowoltaiczne wykonane przy użyciu technologii DSC

Ogniwo słoneczne uczulane barwnikiem (ogniwo barwnikowe, ang. dye-sensitized solar cell, DSSC, DSC lub DYSC) – rodzaj ogniw słonecznych zaliczanych do ogniw cienkowarstwowych (thin film solar cells), w której główna rolę odgrywa barwnik. Odkrywcą tego rodzaju ogniw są Brian O’Regan i Michael Grätzel. Ich zaletą jest niski koszt wytworzenia. Są przezroczyste, więc mogą spełniać rolę szyb. Ich sprawność jest mniejsza od najlepszych ogniw cienkowarstwowych.
W 2013 r. opublikowano wyniki eksperymentów nad DSSC na ciele stałym z wykorzystaniem perowskitu (CH3NH3PbI3). Ogniwa te wykazały sprawność 15%.